# Tricyphona (Tricyphona) nigritarsis
Tricyphona (Tricyphona) nigritarsis is een tweevleugelige uit de familie Pediciidae. De soort komt voor in het Australaziatisch gebied.